# Claverdon
Claverdon est un village et une paroisse civile du Warwickshire, en Angleterre. Il est situé dans l'ouest du comté, à 8 km à l'ouest de la ville de Warwick. Administrativement, il relève du district de Stratford-on-Avon.

## Toponymie
Claverdon est un nom d'origine vieil-anglaise. Il désigne une colline (dūn) sur laquelle pousse du trèfle (clǣfre). Il est attesté sous la forme Clavendone dans le Domesday Book, compilé en 1086.

## Histoire
Le Domesday Book indique qu'en 1066, le manoir de Claverdon appartient au baron anglo-normand Robert de Meulan. Le village compte alors 30 habitants et sa valeur annuelle est estimée à 4 livres, contre 2 livres vingt ans plus tôt, juste avant la conquête normande de 1066. À l'époque, le manoir appartenait à un certain Bovi d'Arlescote.

## Démographie
Au recensement de 2011, la paroisse civile de Claverdon comptait 1 261 habitants.
| 1801 | 1811 | 1821 | 1831 | 1841 | 1851 | 1881 |
| ---- | ---- | ---- | ---- | ---- | ---- | ---- |
| 529  | 568  | 657  | 651  | 711  | 710  | 576  |

| 1891 | 1901 | 1911 | 1921 | 1931 | 1951 | 1961 |
| ---- | ---- | ---- | ---- | ---- | ---- | ---- |
| 550  | 496  | 520  | 617  | 570  | 737  | 871  |

| 1971 | 1981 | 1991 | 2001 | 2011  | - | - |
| ---- | ---- | ---- | ---- | ----- | - | - |
| ?    | ?    | ?    | ?    | 1 261 | - | - |

## Culture locale et patrimoine

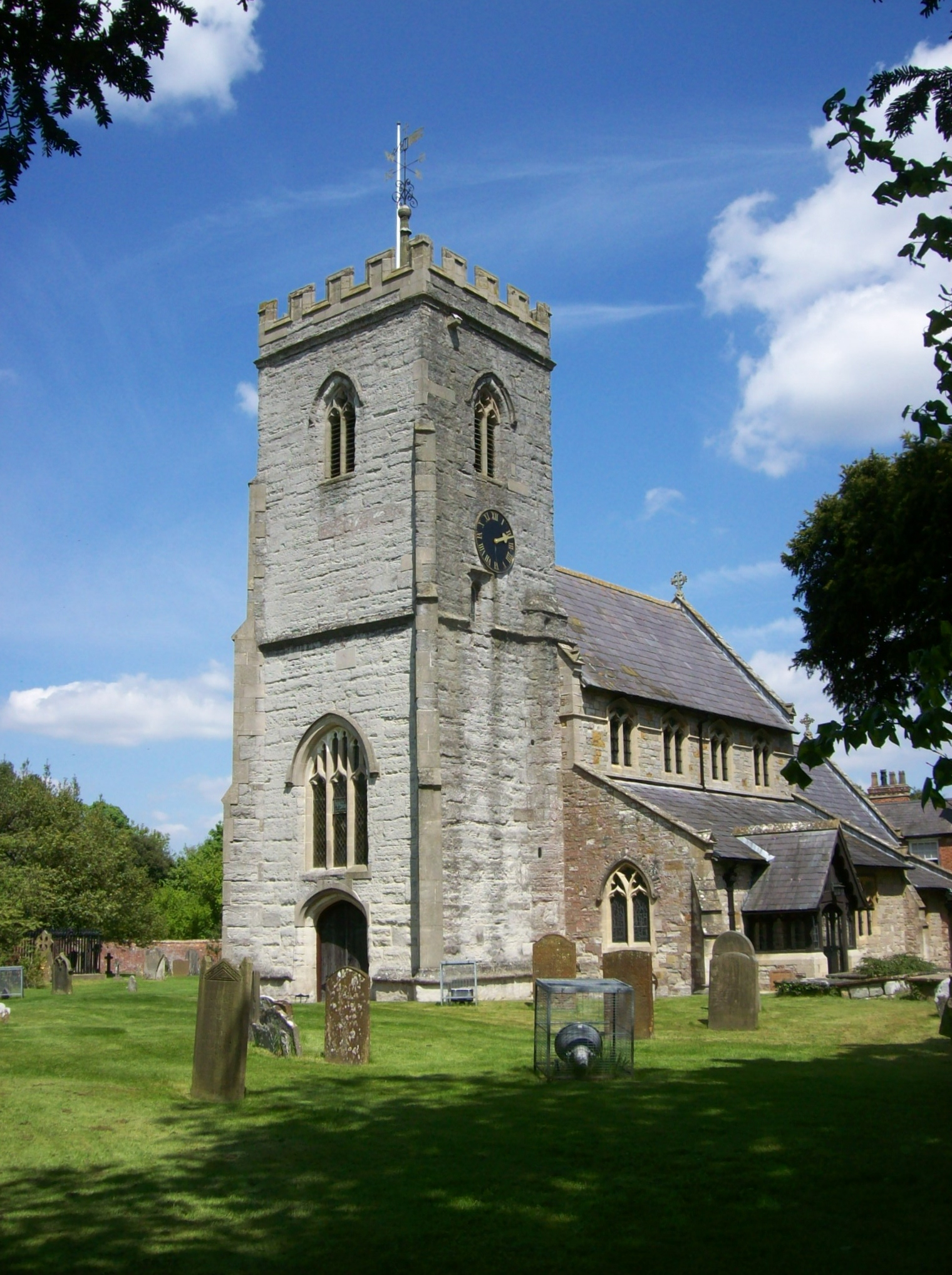
L'église de Claverdon.

L'église paroissiale de Claverdon est dédiée à saint Michel et tous les anges. La plus ancienne partie du bâtiment, le chancel, remonte au milieu du XIIIe siècle, et la tour date du XIVe siècle. En 1876, l'architecte Ewan Christian (en) reconstruit la nef et les collatéraux dans le style néogothique. L'église constitue un monument classé de grade II* depuis 1967.